# Küssnacht
Küssnacht am Rigi és un municipi del cantó de Schwyz, situada al districte de Küssnacht, del qual és la seva única comuna.
Localitzada entre la ribera superior del llac dels Quatre Cantons i la inferior del llac de Zug. Limita al nord amb les comunes de Meierskappel (LU) i Risch (ZG), a l'est amb Walchwil (ZG) i Arth, a sud amb Weggis (LU), Greppen (LU) i Meggen (LU), i a l'occident amb Adligenswil (LU) i Udligenswil (LU).